# Educated Horses
Educated Horses es el tercer álbum de Rob Zombie, lanzado el 28 de marzo de 2006. El disco se pudo escuchar en MP3.com desde el 22 de marzo de 2006, lo que ocasionó que se filtren copias a través de programas P2P.
Con respecto al título del álbum, Rob Zombie dijo:

Era una frase extraña, que yo recordaba como algo de la niñez. Sabes, mis padres, mis abuelos, mis tías y tíos, toda la familia, estuvieron involucrados en el negocio del carnaval y, al igual que el circo, fuimos arrastrados a estas cosas desde niños, y teníamos que pasar todo el tiempo allí. Y uno de los atractivos que recuerdo es lo que podría llamar animales entrenados, ya sabes, los caballos educados.

## Producción
Educated Horses puede ser descrito como el álbum más experimental que haya hecho Rob Zombie hasta la fecha. Escrito por primera vez por Rob Zombie, John 5 experimentó más con sonidos acústicos, lo que se puede oír en canciones como "Sawdust In The Blood" y "Death Of It All". Las voces de Rob son menos ásperas en este álbum; en su lugar el canta de una manera más sensual. "Foxy Foxy" es la canción más "fiestera" del disco, y su video muestra muchas chicas atractivas bailando. 
Rob Zombie ha declarado que el álbum fue influido por artistas de glam rock como Slade, T. Rex y Gary Glitter.

## Recepción
El álbum debutó en el puesto número cinco del Billboard 200 de EE. UU., la posición más alta de Zombie desde Hellbilly Deluxe, vendiendo cerca de 120.000 copias en su primera semana. Además, debutó en el primer puesto del Billboard's Top Rock Albums chart. En su segunda semana cayó al puesto catorce, vendiendo cerca de  46.720 copias.
La canción "The Lords of Salem" fue nominada para los Grammy por mejor interpretación de Hard Rock de 2008.
Christian Hoard de la revista Rolling Stone dijo: 

A handful of cuts are too long on sludgy instrumental grooves, but whether Zombie is out-Trent Reznoring Trent Reznor on the sitar-laden grindfest "17 Year Locust" or spitting fire amid the apocalyptic blues riffs of "The Devil's Rejects," he sounds like a gifted schlockmeister that Strokes fans can enjoy. Or at least tolerate.

## Videos
Zombie dirigió los videos de "Foxy Foxy" y "American Witch". El artista y animador David Hartman creó dos videos animados, para "American Witch" y "The Lords of Salem".

## Lista de temas
Todas las canciones fueron escritas por Rob Zombie, John 5 y Scott Humphrey
| N.º   | Título                 | Escritor(es)     | Duración |  |
| 1.    | «Sawdust in the Blood» |                  | 1:22     |  |
| 2.    | «American Witch»       |                  | 3:47     |  |
| 3.    | «Foxy Foxy»            | Zombie, Humphrey | 3:28     |  |
| 4.    | «17 Year Locust»       |                  | 4:06     |  |
| 5.    | «The Scorpion Sleeps»  |                  | 3:38     |  |
| 6.    | «100 Ways»             |                  | 1:53     |  |
| 7.    | «Let It All Bleed Out» | Zombie, Humphrey | 4:09     |  |
| 8.    | «Death of It All»      |                  | 4:22     |  |
| 9.    | «Ride»                 |                  | 3:32     |  |
| 10.   | «The Devil's Rejects»  |                  | 3:54     |  |
| 11.   | «The Lords of Salem»   |                  | 4:13     |  |
| 38:25 |                        |                  |          |  |

## Personal
- Tom Baker - Masterización
- Chris Baseford - Ingeniero
- Blasko - Bajo, coros
- Kristin Burns - Fotos
- Tommy Clufetos - Batería, coros
- Drew Fitgerald - Dirección artística
- Josh Freese - Batería adicional
- Todd Harapiak - Asistente de ingeniero
- Scott Humphrey - Productor, mezcla, guitarra adicional, bajo adicional, coros
- Tommy Lee - Batería adicional
- John 5 - Guitarra, bajo adicional, coros
- Will Thompson - Asistente de ingeniero
- Audrey Wiechman - Coros
- Rob Zombie - Voz, letras, producción, dirección artística, diseño del empaque, fotos

## Posiciones en los conteos
Álbum - Billboard (EE. UU.)
| Año  | Conteo              | Posición |
| ---- | ------------------- | -------- |
| 2006 | The Billboard 200   | 5        |
| 2006 | Top Canadian Albums | 5        |
| 2006 | Top Internet Albums | 5        |

Sencillos - Billboard (EE. UU.)
| Año  | Sencillo               | Conteo                 | Posición |
| ---- | ---------------------- | ---------------------- | -------- |
| 2006 | "Foxy Foxy"            | Mainstream Rock Tracks | 8        |
| 2006 | "Foxy Foxy"            | Modern Rock Tracks     | 26       |
| 2006 | "American Witch"       | Mainstream Rock Tracks | 12       |
| 2006 | "American Witch"       | Modern Rock Tracks     | 32       |
| 2006 | "Let It All Bleed Out" | Mainstream Rock Tracks | 29       |